# ژانگ شینگ
ژانگ شینگ (انگلیسی: Zhang Xing؛ زادهٔ ۱۳ ژوئن ۱۹۸۶) بازیکن هندبال اهل چین است. وی در بازی‌های المپیک تابستانی ۲۰۰۸ شرکت کرده‌است.